# Betsucomi
Betsucomi (jap. ベツコミ; uprzednio: Bessatsu Shōjo Comic, 別冊少女コミック) - japoński miesięcznik wydawnictwa Shōgakukan, publikujący shōjo-manga, pierwotnie skierowany do młodych dziewcząt, ale obecnie coraz częściej także do starszych nastolatków i młodych kobiet. Jest on wydawany w dniu 13 każdego miesiąca.

## Twórcy mangi i serie wBetsucomi
- Miki Aihara
  - Hot Gimmick
  - So Bad!
- Michiyo Akaishi
  - "Alto" no "A"
- Hinako Ashihara
  - Sand Chronicles
  - One Piece
- Kaneyoshi Izumi
  - Doubt!!
  - Sonnan Ja Nee Yo!
  - Jou no Hana
- Kyōsuke Motomi
  - Beast Master
  - Dengeki Daisy
  - QQ Sweeper
  - Queen's Quality
- Kaho Miyasaka
  - Binetsu Shōjo (Feverish Girl)
- Chie Shinohara
  - Mizu ni Sumu Hana
- Yumi Tamura
  - Basara
- Akimi Yoshida
  - Banana Fish
- Kanoko Sakurakoji
  - Backstage Prince
  - Black Bird
- Obata Yuki
  - Bokura ga Ita
- Kako Mitsuki
  - Ai Hime~Ai to Himegoto